# Hakkebord (muziekinstrument)
Een hakkebord is een citer die wordt bespeeld met mallets die kunnen bestaan uit allerlei materialen. De term 'hakkebord' wordt in het Nederlands gebruikt als algemene benaming voor alle cimbalom-achtige instrumenten zoals onder andere de santoor. Specifieker is het de benaming voor een trapeziumvormige citer zoals die in Nederland wel gebruikt wordt. Een hakkebord bestaat uit een trapeziumvormige kast, waarover veel snaren zijn gespannen. Op deze snaren wordt met een vilten hamertje of een klepel geslagen.

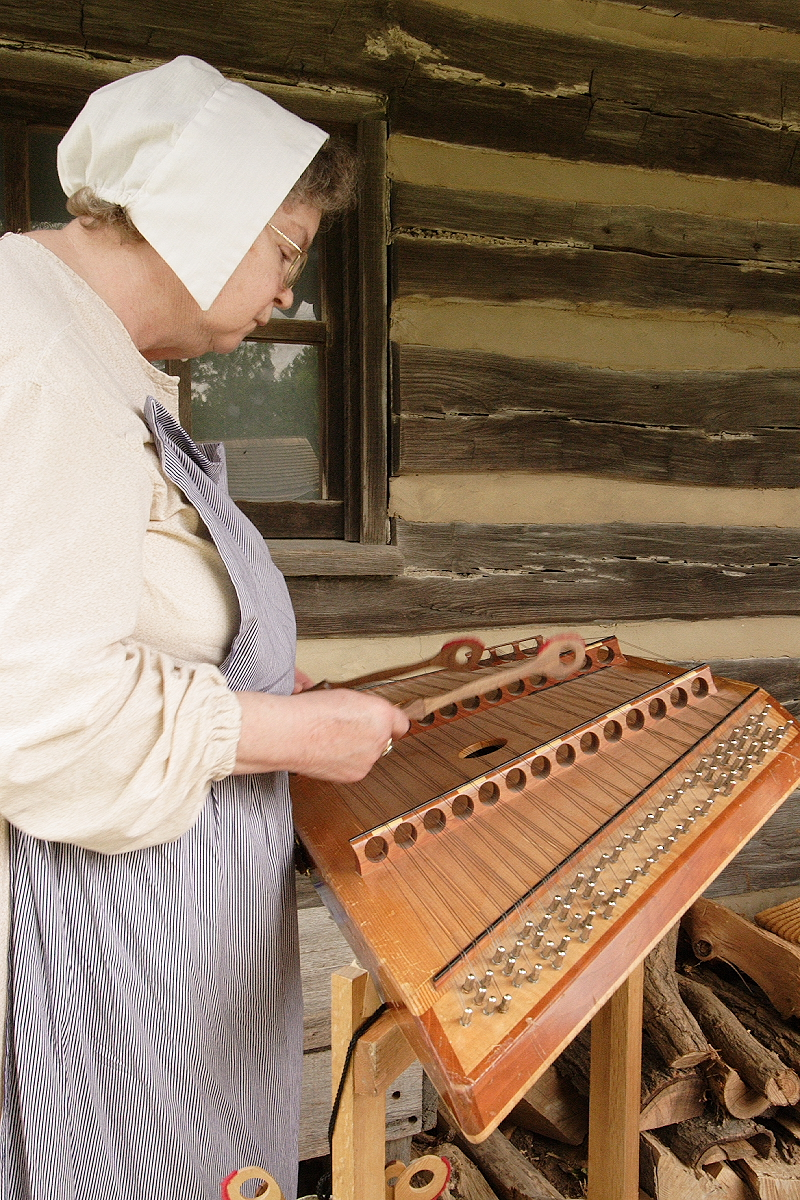
Hakkebord